# 国立病院機構三重中央医療センター
独立行政法人国立病院機構三重中央医療センター（みえちゅうおういりょうセンター）は、三重県津市久居にある独立行政法人国立病院機構が運営する総合病院である。旧国立三重中央病院。

## 概要
総合周産期母子医療センターが設置されており、三重県の周産期母子医療の基幹施設となっているほか、地域がん診療連携拠点病院として中勢伊賀地域の循環器・呼吸器疾患の専門医療を担っている。2024年5月時点、三重県選挙管理委員会より、不在者投票のできる施設の一つとして指定されている。

### 外来診療
- 診察日：月曜日～金曜日（土曜、日曜、祝日は休診）
- 診療時間：午前9：00～午後5：00（受付は午前8：30～午前11：00）

※ 紹介状なしで外来を受診する場合、初診時保険外併用療養費として5,400円が必要となる（歯科の場合は3,240円）。

## 沿革
1998年（平成10年）に国立津病院と国立療養所静澄病院を統合して発足、現在地の新病院（鉄骨鉄筋コンクリート造、地上8階地下1階）へ移転した。

### 国立津病院
- 1908年（明治41年）11月 - 歩兵第51連隊の設置により津衛咸病院として設立、その後津陸軍病院へ改称[2]。
- 1945年（昭和20年）12月 - 終戦により厚生省所管となり、国立津病院となる[2]。
- 1946年（昭和21年）03月 - 国立京都病院から榊原分院が移管される[2]。
- 1947年（昭和22年）10月 - 国立鈴鹿病院から明星分院が移管される[2]。
- 1950年（昭和25年）04月 - 明星分院は国立明星療養所となる（後に国立療養所明星病院となり、現在は済生会明和病院）[2]。
- 1950年（昭和25年）07月 - 榊原分院を分病棟へ改編[2]。
- 1956年（昭和31年）10月 - 榊原分病棟は国立榊原療養所となる（後に国立療養所榊原病院となり、現在は国立病院機構榊原病院）[2]。

### 国立療養所静澄病院
- 1940年（昭和15年）07月 - 三重県立結核療養所静澄園として開設[2]。
- 1943年（昭和18年）04月 - 日本医療団に移管、日本医療団静澄園へ改称[2]。
- 1947年（昭和22年）04月 - 厚生省に移管、国立療養所静澄園へ改称[2]。
- 1966年（昭和41年）02月 - 一般患者の受け入れを開始[2]。
- 1977年（昭和52年）04月 - 国立療養所静澄病院と改称[2]。

### 国立三重中央病院（三重中央医療センター）
- 1998年（平成10年）07月 - 国立津病院と国立療養所静澄病院を統合、国立三重中央病院となる[2]。
- 2004年（平成16年）04月 - 独立行政法人化に伴い国立病院機構三重中央医療センターへ改称[2]。

## 診療科
- 内科
- 精神科
- 神経内科
- 呼吸器内科
- 消化器内科
- 循環器内科
- リウマチ科 ※
- 小児科
- 小児科（新生児）
- 外科
- 整形外科
- 形成外科 ※
- 脳神経外科
- 呼吸器外科
- 心臓血管外科
- 皮膚科
- 泌尿器科
- 麻酔科
- 産科
- 婦人科
- 眼科
- 耳鼻咽喉科
- リハビリテーション科
- 放射線科
- 歯科・歯科口腔外科
- 麻酔科
- 病理診断科

注：※印は現在休診中。

## 医療機関の指定
- 地域医療支援病院
- 地域がん診療連携拠点病院
- 三重県総合周産期母子医療センター
- 臨床研修指定病院
- 外国医師臨床修練指定病院
- 災害拠点病院

## アクセス

### 路線バス
- 近鉄名古屋線 久居駅より三重交通「三重中央医療センター」行きに乗車、「三重中央医療センター」停留所下車。

### 自動車
- 近鉄名古屋線 久居駅より車で約7分。
- 伊勢自動車道 久居インターチェンジより車で約5分。